# UGC 108
UGC 108 es una galaxia espiral barrada localizada en la constelación de Andrómeda.